# فيانا فايل
فيانا فايل (بالأيرلندية: Fianna Fáil ) هو حزب سياسي أيرلندي، أسس في 23 مارس 1926، يقع مقره في دبلن، ومن مؤسسيه إيمون دي فاليرا، وقد بلغ عدد أعضائه 18,500 في 2013.

## أعضاء بارزون
- كود سباركل
- تحديث القائمة

- إيمون دي فاليرا (1926 - )
- ماري ماك أليس ( - 1997)
- بيرتي أهرن
- بريان كوين
- باتريك هيلري
- كونستانس ماركيفيتش (1926 - )
- Micheál Martin
- أرسكين تشايلدرز هاميلتون
- شون ت أوكيلي (1926 - )
- تشارلز هوهي